# Bílí Tygři Liberec
Die Bílí Tygři Liberec sind ein tschechischer Eishockeyverein aus Liberec, der seit der Saison 2002/03 in der tschechischen Extraliga spielt und seine Heimspiele in der Home Credit Arena austrägt.

## Vereinsgeschichte
Nach dem Zweiten Weltkrieg existierten drei Vereine in Liberec, wovon sich zwei Vereine 1956 zu "Lokomotiva Liberec" zusammenschlossen. 1961 wurde der Vereinsname in "Stadion Liberec" geändert. Die erste Mannschaft des Vereins spielte zwischen 1961 und Anfang der 1990er Jahre in der zweiten bzw. dritten Tschechoslowakischen Liga.

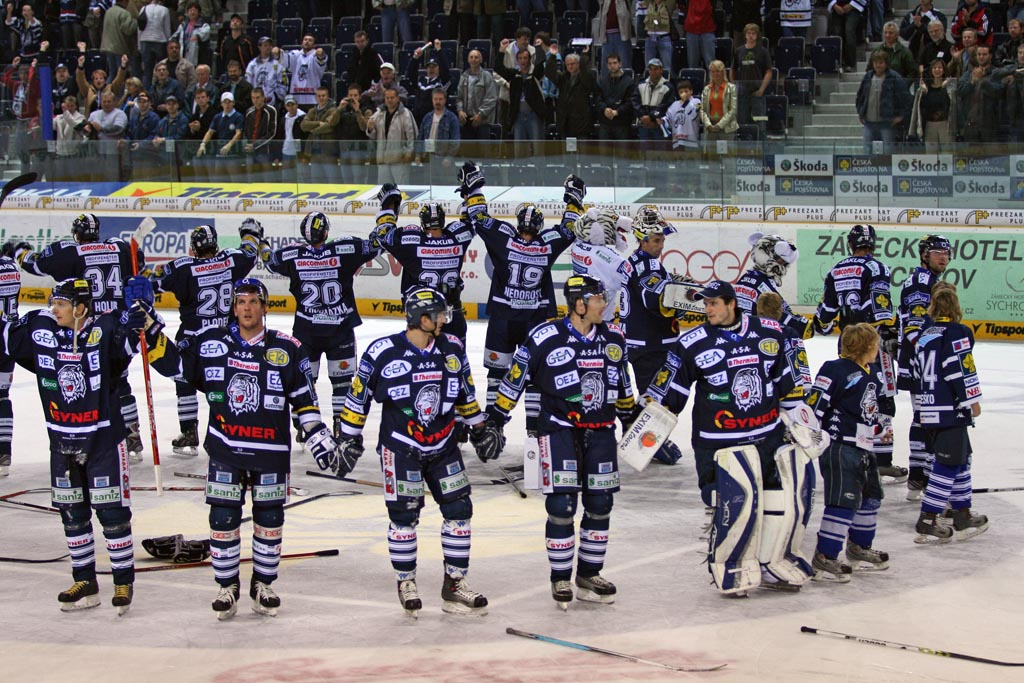
Spieler der Bílí Tygři Liberec

Seit 1994 engagiert sich die lokale Baufirma Syner aktiv als Sponsor und im Management des Vereins. In der Saison 1994/95 konnte der Aufstieg in die 1. Liga (zweitklassig) gefeiert werden.
Im neuen Jahrtausend wurde dem Verein ein neues Image gegeben, indem man einen Kooperationsvertrag mit dem Zoo Liberec unterzeichnete und sich fortan nach den weißen Tigern Bílí Tygři nannte. Zwei Jahre später konnte in den Play-offs gegen den HC Vagnerplast Kladno der Aufstieg in die Extraliga erreicht werden. Der Verein konnte sich in der höchsten tschechischen Spielklasse etablieren und erreichte seit 2004 jedes Jahr die Play-offs.
In den Play-offs 2004/05 hat Liberec die Serie gegen Slavia Prag mit 4:3 gewonnen und im Halbfinale gegen den zukünftigen Meister aus Pardubice mit 1-4 verloren. Dank der guten Ausgangsposition wurde damit der dritte Platz im Gesamtklassement erreicht. Der Verein beendete die Hauptrunde der Spielzeiten 2005/06 und 2006/07 auf dem ersten Platz der Tabelle.
Seit dem Anfang der Saison 2005/06 war das Team von Trainer Josef Paleček in der Tipsport Arena fast unbesiegt. Nach der Saison 2006/07 legte Trainer Josef Paleček sein Amt nieder, um für die tschechische Nationalmannschaft als Assistenztrainer zu agieren. Sein Nachfolger beim Klub war der Slowake Dušan Gregor.
In der Saison 2015/16 wurde das Team unter dem Trainer Filip Pešán Erstplatzierter der Hauptrunde und auch Tschechischer Meister durch ein 4:2 im Finale der Play-offs gegen den HC Sparta Prag. Auch in der Folgesaison 2016/17 konnte die Hauptrunde auf ersten Tabellenplatz beendet werden, jedoch ging das Finale mit 0:4 gegen HC Kometa Brno verloren. In der Spielzeit 2018/19 wurde erneut die Hauptrunde gewonnen, was damit zum fünften Mal seit dem Aufstieg in die Extraliga im Jahr 2002 gelang. Im Finale verloren die Bílí Tygři Liberec allerdings mit 2:4 gegen den HC Oceláři Třinec. In der folgenden Spielzeit stand bereits vier Spiele vor dem Ende der Hauptrunde erneut der Gewinn der Hauptrunde fest. Damit gelang es erstmals seit Gründung der Extraliga einer Mannschaft, den Präsidentenpokal sechs Mal zu gewinnen.
Seit der Saison 2014/15 nahm der Verein insgesamt viermal an der Champions Hockey League teil und erreichte 2015/16 und 2016/17 jeweils das Achtelfinale. In der Spielzeit 2017/18 schaffte es das Team bis in das Halbfinale, verlor aber gegen die Växjö Lakers.

## Heimspielstätte

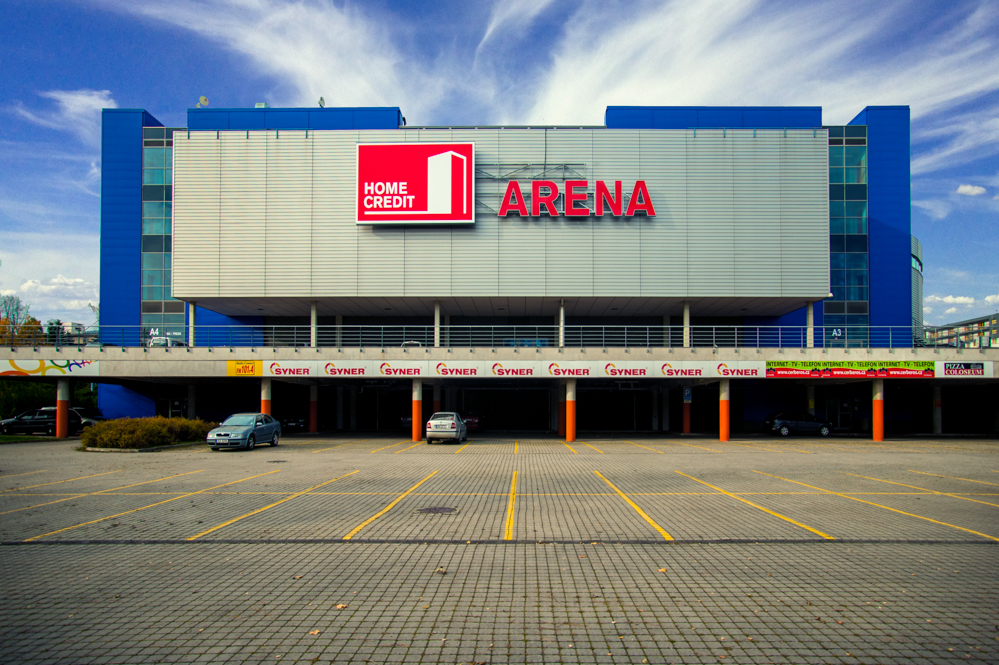
Home Credit Arena

Die Home Credit Arena wurde 2005 nach amerikanischem Vorbild erbaut. Die Ausstattung der Arena entspricht den höchsten Anforderungen. Die Einweihung der Arena erfolgte anlässlich der Euro Hockey Tour im August 2005. Die Kapazität bei Eishockeyspielen beträgt 7500 Zuschauer.

## Saisonstatistik 1993 bis 2002
| Saison    | Liga    | Hauptrunde | Punkte | Platzierung | Bemerkung |
| --------- | ------- | ---------- | ------ | ----------- | --- |
| 1993/1994 | 2. Liga | 4. Platz   | 35     | 4. Platz    | zuvor bereits 2. Liga seit 1986/1987                                                                             |
| 1994/1995 | 2. Liga | 2. Platz   | 48     | 2. Platz    | 3. Platz in der Aufstiegsrelegation Aufstieg in die 1. Liga                                                      |
| 1995/1996 | 1. Liga | 13. Platz  | 27     | 13. Platz   | |
| 1996/1997 | 1. Liga | 9. Platz   | 51     | 9. Platz    | |
| 1997/1998 | 1. Liga | 2. Platz   | 66     | 2. Platz    | |
| 1998/1999 | 1. Liga | 11. Platz  | 43     | 11. Platz   | |
| 1999/2000 | 1. Liga | 11. Platz  | 36     | 9. Platz    | |
| 2000/2001 | 1. Liga | 2. Platz   | 53     | 2. Platz    | |
| 2001/2002 | 1. Liga | 1. Platz   | 93     | 1. Platz    | Finale 3:1-Sieg gegen HC Dukla Jihlava Relegation 4:1-Sieg gegen HC Vagnerplast Kladno Aufstieg in die Extraliga |

## Saisonstatistik seit 2002
| Saison    | Hauptrunde | Punkte | Platzierung | Kapitän                                  | Cheftrainer |
| --------- | ---------- | ------ | ----------- | ---------------------------------------- | --- |
| 2002/2003 | 12. Platz  | 63     | 12. Platz   | Michal Straka                            | Josef Jandač, Jaroslav Nedvěd senior und Karel Dvořák |
| 2003/2004 | 11. Platz  | 63     | 11. Platz   | Michal Straka                            | Josef Jandač, später Josef Paleček, Karel Dvořák und Jaroslav Nedvěd senior |
| 2004/2005 | 5. Platz   | 93     | 3. Platz    | Václav Novák                             | Josef Paleček, Karel Dvořák und Miroslav Kapoun |
| 2005/2006 | 1. Platz   | 106    | 5. Platz    | Václav Novák, später Stanislav Procházka | Josef Paleček, Karel Dvořák |
| 2006/2007 | 1. Platz   | 100    | 3. Platz    | Stanislav Procházka                      | Josef Paleček, Vladimír Čermák und Miroslav Kapoun |
| 2007/2008 | 3. Platz   | 91     | 4. Platz    | Stanislav Procházka                      | Dušan Gregor, Vladimír Čermák und Miroslav Kapoun |
| 2008/2009 | 9. Platz   | 74     | 9. Platz    | Jaroslav Modrý, Petr Nedvěd (A)          | Dušan Gregor, ab 23. Oktober 2008 Filip Pešán, Vladimír Čermák und Miroslav Kapoun                                                                                                  |
| 2009/2010 | 8. Platz   | 72     | 4. Platz    | Petr Nedvěd                              | Jiří Kalous, Filip Pešán und Miroslav Kapoun |
| 2010/2011 | 2. Platz   | 94     | 5. Platz    | Petr Nedvěd                              | Jiří Kalous, Filip Pešán und Miroslav Kapoun |
| 2011/2012 | 4. Platz   | 84     | 4. Platz    | Petr Nedvěd                              | Jiří Kalous, Filip Pešán und Miroslav Kapoun |
| 2012/2013 | 13. Platz  | 63     | 14. Platz   | Petr Nedvěd                              | Marian Jelínek, Filip Pešán und Miroslav Kapoun; ab 12. November 2012 Filip Pešán, Milan Černý und Miroslav Kapoun; ab 21. Januar 2013 Pavel Hynek, Milan Černý und Miroslav Kapoun |
| 2013/2014 | 9. Platz   | 78     | 9. Platz    | Petr Nedvěd                              | Pavel Hynek, Milan Černý und Miroslav Kapoun |
| 2014/2015 | 11. Platz  | 69     | 12. Platz   | Jan Výtisk, Martin Bartek                | Pavel Hynek, Milan Černý und Martin Láska; ab 10. Oktober 2014 Rostislav Čada, Milan Černý und Martin Láska                                                                         |
| 2015/2016 | 1. Platz   | 118    | 1. Platz    | Jan Výtisk                               | Filip Pešán |
| 2016/2017 | 1. Platz   | 103    | 2. Platz    | Branko Radivojevič                       | Filip Pešán |
| 2017/2018 | 7. Platz   | 76     | 7. Platz    | Martin Ševc                              | Filip Pešán |
| 2018/2019 | 1. Platz   | 101    | 2. Platz    | Petr Jelínek                             | Filip Pešán |
| 2019/2020 | 1. Platz   |        |             | Petr Jelínek                             | Patrik Augusta |

## Spieler

### Meisterkader 2015/16
| Torhüter: Ján Lašák, Marek Schwarz Abwehrspieler: Jan Výtisk, Lukáš Derner, Michal Plutnar, Ondřej Vitásek, Radim Šimek, Martin Ševc, David Kajínek, Tomáš Mojžíš Angriffsspieler: Petr Vampola, Michal Birner, Daniel Špaček, Vít Jonák, Petr Jelínek, Lukáš Krenželok, Dominik Lakatoš, Jaroslav Vlach, Dominik Hrníčko, Michal Řepík, Jakub Valský, Martin Bakoš, Michal Bulíř, Jan Stránský, Branko Radivojevič Trainerstab: Filip Pešán, Vladimír Čermák |

### Bekannte ehemalige Spieler
- Milan Hnilička, Olympiasieger bei Olympia 1998, mehrfacher Weltmeister
- Jiří Fischer 2004/05
- Aleš Kotalík 2004/05
- Ladislav Šmíd
- Radim Vrbata 2004/05
- Petr Nedvěd 2008–2014
- Radim Šimek 2009–2017
- Pavel Zacha 2010–2014